# Ingrid Eberle
Ingrid Eberle-Trappel, avstrijska alpska smučarka, * 3. junij 1957, Dornbirn.
Nastopila je na Olimpijskih igrah 1980, kjer je dosegla deveto šesto v smuku, trinajsto v slalomu in štirinajsto v veleslalomu. S tem je osvojila bronasto medaljo svetovnega prvenstva v neolimpijski kombinaciji. V svetovnem pokalu je tekmovala deset sezon med letoma 1973 in 1982 ter se dvakrat uvrstila na stopničke. V skupnem seštevku svetovnega pokala je bila najvišje na šestnajstem mestu leta 1980. Dvakrat je postala avstrijska državna prvakinja, po enkrat v veleslalomu in kombinaciji.